# Decatur (Indiana)
Decatur is een plaats (city) in de Amerikaanse staat Indiana, en valt bestuurlijk gezien onder Adams County.

## Demografie
Bij de volkstelling in 2000 werd het aantal inwoners vastgesteld op 9528.
In 2006 is het aantal inwoners door het United States Census Bureau geschat op 9513, een daling van 15 (-0,2%).

## Geografie
Volgens het United States Census Bureau beslaat de plaats een oppervlakte van
12,8 km², geheel bestaande uit land. Decatur ligt op ongeveer 300 m boven zeeniveau.

## Plaatsen in de nabije omgeving
De onderstaande figuur toont nabijgelegen plaatsen in een straal van 20 km rond Decatur.